# Abraham Rencher

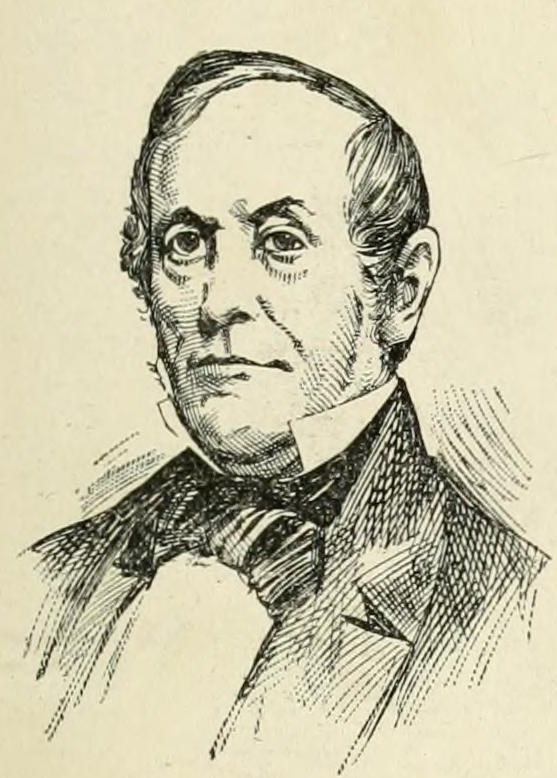
Abraham Rencher

Abraham Rencher (* 12. August 1798 im Wake County, North Carolina; † 6. Juli 1883 in Chapel Hill, North Carolina) war ein US-amerikanischer Politiker und von 1857 bis 1861 Gouverneur des New-Mexico-Territoriums.

## Frühe Jahre
Abraham Rencher wurde zunächst zu Hause und dann an den öffentlichen Schulen in Pittsboro ausgebildet. Bis 1822 studierte er dann an der University of North Carolina at Chapel Hill. Nach einem anschließenden Jurastudium wurde er im Jahr 1825 als Rechtsanwalt zugelassen. Daraufhin begann er in Pittsboro in diesem Beruf zu arbeiten.

## Politische Laufbahn
Zwischen dem 4. März 1829 und dem 3. März 1839 vertrat er seinen Staat North Carolina im US-Repräsentantenhaus. Anfangs noch der Demokratisch-Republikanischen Partei angehörend, trat er zunächst zur National Republican Party über, später dann zu den Whigs. Nach einer Unterbrechung zwischen 1839 und 1841 kehrte er nochmals für zwei Jahre von 1841 bis 1843 als Whig in dieses Gremium zurück. Anschließend war er von 1843 bis 1847 als Nachfolger von Washington Barrow amerikanischer Gesandter in Portugal.
Im Jahr 1857 wurde Abraham Rencher von Präsident James Buchanan zum neuen Territorialgouverneur von New Mexico ernannt. Dieses Amt übte er bis 1861 aus. Nach einer gewissen Zeit der Beruhigung vor seinem Amtsantritt nahm der Konflikt mit den einheimischen Indianern in dieser Zeit wieder zu. Besonders die Angehörigen des Diné-Volkes waren sehr beunruhigt durch die Errichtung von Fort Defiance, das auf ihrem Gebiet gebaut wurde. In der Folge kam es zu Überfällen auf Siedler und im Mai 1860 sogar auf das Fort selbst, das aber nicht eingenommen wurde. Daraufhin verstärkte die US-Armee ihre militärische Präsenz in New Mexico. Am Ende wurde die Diné in eine Reservation zwangsumgesiedelt (Langer Marsch (Diné)).

## Weiterer Lebenslauf
Abraham Renchers Amtszeit in New Mexico endete im Jahr 1861. Danach kehrte er nach North Carolina zurück. Dort betätigte er sich nicht mehr politisch. Er verbrachte seinen Lebensabend auf seinem Anwesen in Pittsboro. Abraham Rencher starb im Juli 1883 in Chapel Hill.